# Notobubon pungens
Notobubon pungens là một loài thực vật có hoa trong họ Hoa tán. Loài này được (E.Mey. ex Sond.) Magee mô tả khoa học đầu tiên năm 2008.